# Buzica
Buzica (em húngaro: Buzita) é um município da Eslováquia, situado no distrito de Košice-okolie, na região de Košice. Tem 19,86 km² de área e sua população em 2018 foi estimada em 1.202 habitantes.

## Demografia
| Ano:        | 1994 | 2004   | 2014   | 2024   |
| ----------- | ---- | ------ | ------ | ------ |
| Broj ljudi: | 1088 | 1157   | 1209   | 1157   |
| Razlika:    |      | +6,34% | +4,49% | -4,30% |

| Ano:               | 2023 | 2024   |
| ------------------ | ---- | ------ |
| Número de pessoas: | 1177 | 1157   |
| Diferença:         |      | -1,69% |